# Alfred Althus
Alfred Althus (* 29. August 1888 in Pieschen; † 7/8. September 1943 in Berlin-Plötzensee) war ein deutscher Antifaschist und Medienpolitiker.

## Leben
Althus war Sohn eines Töpfereiarbeiters. Er erlernte zuerst den Beruf Bierbrauer und schloss nach Beendigung dieser Ausbildung noch eine Lehre als Fräser an. Nebenher las er viel, insbesondere philosophische und naturwissenschaftliche Schriften, und besuchte marxistische Schulungskurse.
1910 wurde Althus Mitglied der SPD und später Kassierer seines Ortsvereins. Im DMV wurde er zum Vertrauensmann gewählt und im Arbeiter-Stenographenbund wurde er Lehrer und später dessen Vorsitzender. 
Nach dem Ersten Weltkrieg blieb er Mitglied der SPD, setzte sich aber in seiner politischen und kulturellen Tätigkeit grundsätzlich für ein Zusammenwirken der verschiedenen Flügel der Arbeiterbewegung ein und trat gegen die antikommunistischen Ausgrenzungsversuche seiner Parteiführung auf.
1925 wurde Althus Mitbegründer und Vorsitzender des Arbeiter-Radio-Clubs Deutschlands. Mit dieser neuen Technologie hatte er sich auch beruflich qualifiziert. Er eröffnete ein Radiofachgeschäft, das zum Zentrum der Dresdner Radiobastler wurde. 

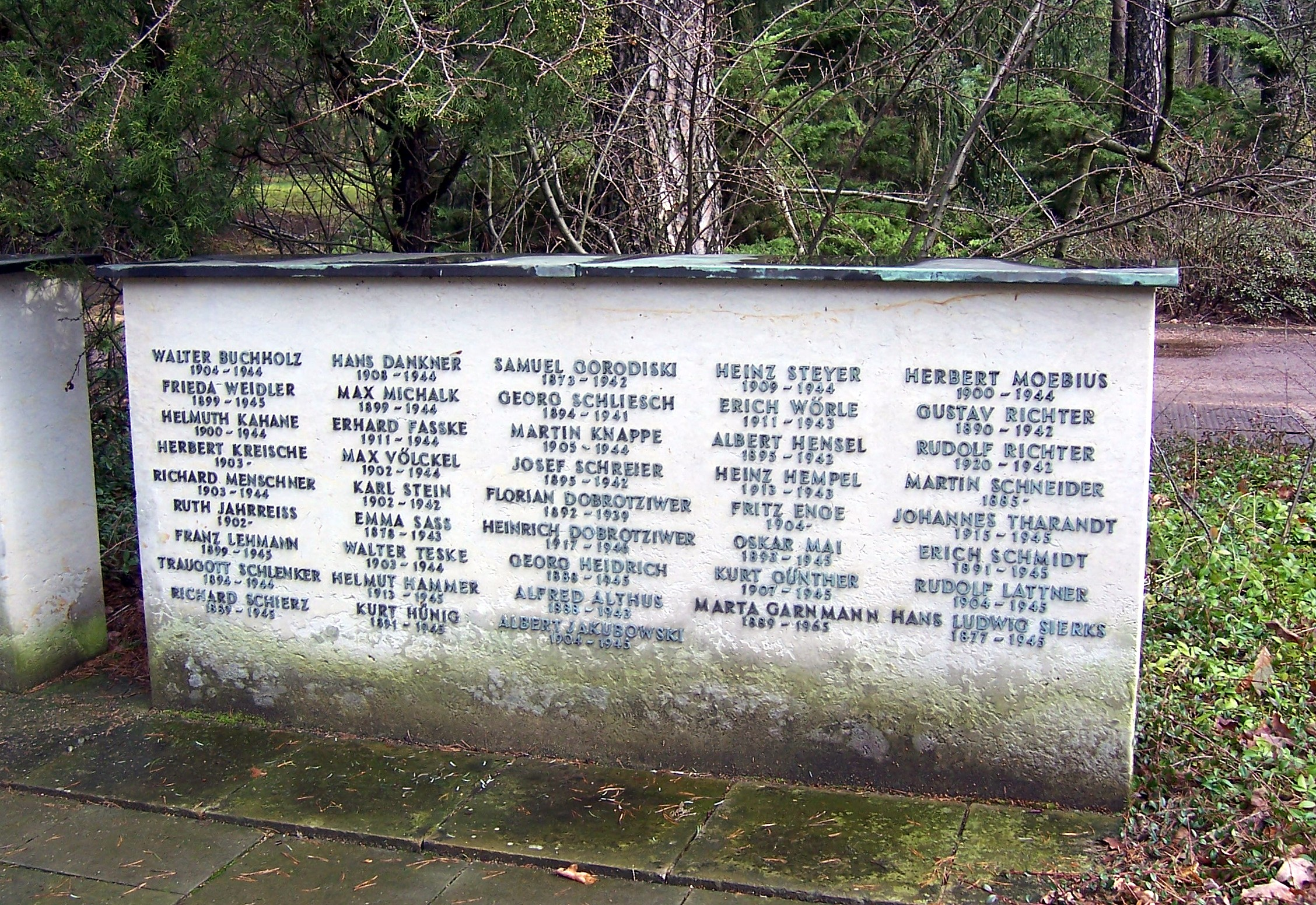
Kenotaph für Alfred Althus auf dem Dresdner Heidefriedhof

Ab Januar 1933 wurde Althus mehrfach von SA-Schlägern überfallen und in Folterkeller verschleppt. Ab Dezember 1939 unterstützte er die von Ignaz Hulka aufgebaute Widerstandsorganisation polnischer Zwangsarbeiter und beschaffte ihnen mehrfach Rundfunkgeräte. Er half auch bei der Verbreitung antifaschistischer Informationen in der von der Wehrmacht besetzen Region Poznań und unterstützte den Befreiungskampf polnischer Partisanen. 
1942 zerschlug die Gestapo diese ausgedehnte Widerstandsbewegung. Hulka wurde bei Verhören am 21. Oktober 1942 ermordet. Althus konnte sich der Verfolgung eine Zeitlang entziehen und wurde erst im Mai 1943 verhaftet.  Er wurde vom Volksgerichtshof im Juli 1943 zum Tode verurteilt und bei den Massenexekutionen im Strafgefängnis Plötzensee in der Nacht vom 7. zum 8. September 1943 ermordet.

## Ehrungen

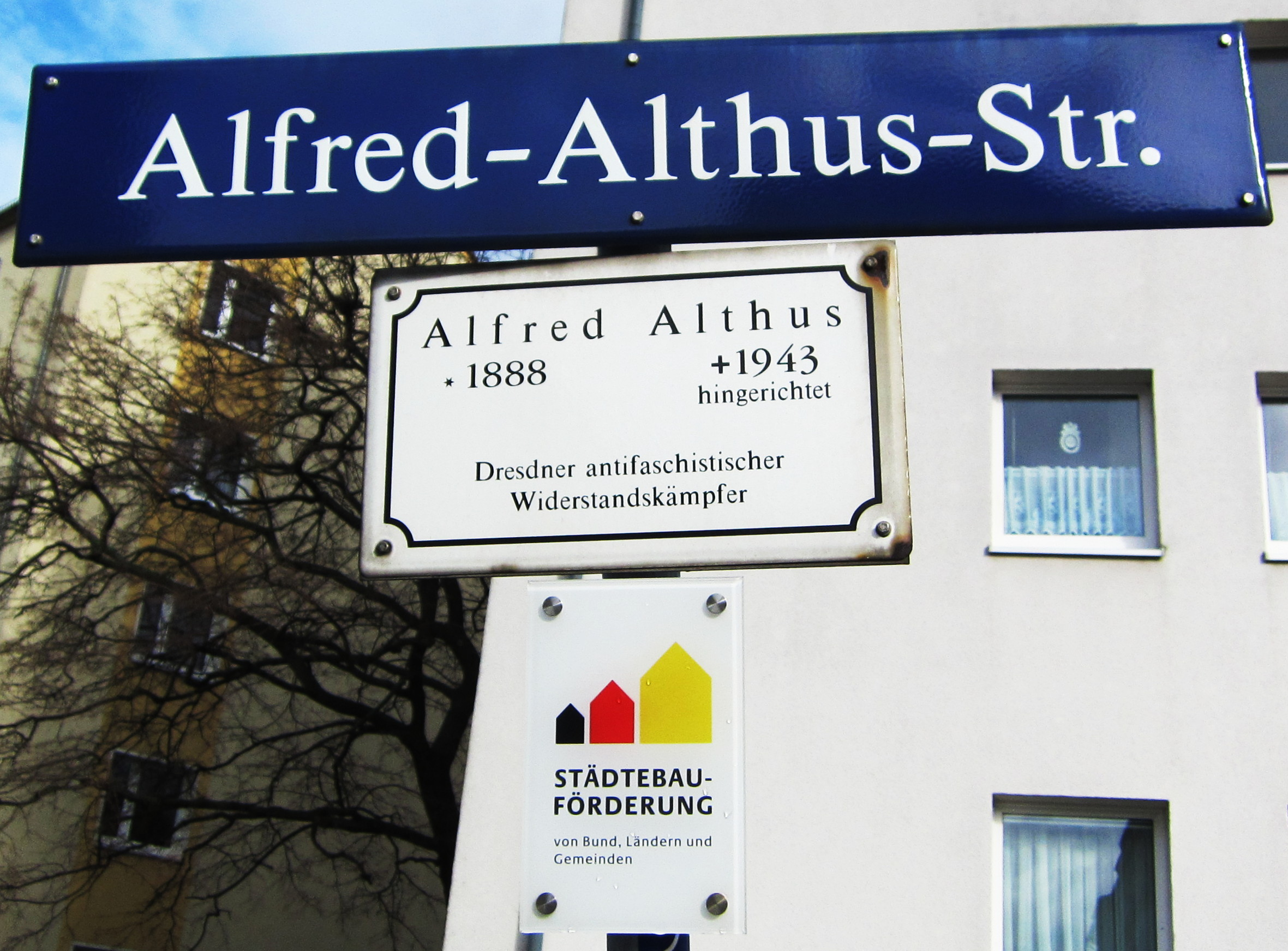
Alfred-Althus-Straße in Dresden

- In Dresden gibt es die Alfred-Althus-Straße und es gab eine nach ihm benannte Polytechnische Oberschule.